# 남부순환로 (서산시)
남부순환로(Nambusunhwan-ro)는 충청남도 서산시 석남동 소탐사거리에서 석남동을 잇는 도로이다.

## 주요 경유지
충청남도
- 서산시 (석남동)

## 노선
| 이름               | 접속 노선                   | 소재지 | 소재지 | 비고 |
| ------------------ | --------------------------- | ------ | ------ | ---- |
| 소탐사거리         | 국도 제29호선 (중앙로)      | 서산시 | 석남동 |      |
| 장동사거리         | 서산시도 제6호선 (덕지천로) | 서산시 | 석남동 |      |
| 남부교             |                             | 서산시 | 석남동 |      |
| 석지사거리         | 양열로                      | 서산시 | 석남동 |      |
| (이름없음)         | 국도 제29호선 (서해로)      | 서산시 | 석남동 |      |
| 호수공원1로와 직결 |                             |        |        |      |

## 주요 시설및 건물
- 농협 서산인삼농협 본점 (남부순환로 11/수석동 562)
- 농협 서산농협 양성지점 (남부순환로 767/죽성동 74-1)
- 석남동행정복지센터 (남부순환로 982/석남동 142-1)
- 근로복지공단 서산지사 (남부순환로 1035/예천동 121)
- LG전자 전자베스트샾 서산예천점 (남부순환로 1045/예천동 20-2)